# Carcelia shangfangshanica
Carcelia shangfangshanica là một loài ruồi trong họ Tachinidae.